# Caboc
Il caboc è un formaggio cremoso scozzese. Si tratta di uno dei formaggi più noti delle Highlands nonché il più antico della Scozia. La sua peculiarità è la presenza di fiocchi d'avena sulla sua superficie cilindrica.

## Storia
Il caboc risale al quindicesimo secolo. Mariota de Ile, figlia di un capo del clan Donald nella linea dei successivi Signori delle Isole, lo portò in Scozia. Secondo la tradizione, per paura di essere rapita e costretta a sposarsi all'età di 12 anni per volere del clan Campbell, de Ile sarebbe fuggita in Irlanda ove avrebbe fondato un monastero. Al suo ritorno in Scozia, avrebbe portato con sé la ricetta, che avrebbe tramandato segretamente a sua figlia, che a sua volta l'avrebbe fatta conoscere ai suoi successori. Era il formaggio preferito di Sir Walter Scott. Dopo essere stato dimenticato, Susannah Stone, diretta discendente di Mariota Ile, ricominciò a produrre il formaggio a partire dal 1962. Oggi la principale produttrice di caboc è la Highland Fine Cheeses Ltd. di Tain (Scozia).
Inizialmente si credeva invece che il formaggio fosse stato "scoperto" da un pastore che teneva il suo formaggio in una scatola in cui aveva precedentemente trasportato la sua farina d'avena. Dopo aver aperto la scatola, scoprì che l'avena era rimasta attaccata al formaggio. Dopo averlo assaggiato, gli sarebbe piaciuto talmente tanto che a partire da quel momento avrebbe deciso di produrre un formaggio a base di fiocchi d'avena.

## Caratteristiche
Il caboc viene prodotto con latte vaccino e double cream, una crema molto grassa. La produzione avviene senza l'aggiunta di caglio. Le forme di caboc maturano solo cinque giorni e vengono modellate nella caratteristica forma cilindrica. Ogni forma pesa dai 100 ai 120 grammi. I rulli stessi sono lunghi circa diciotto centimetri e un diametro di tre centimetri. Quindi è ricoperto di farina d'avena tostata e spezzata. Il caboc ha un alto contenuto di grassi, che spazia solitamente fra il 59 e il 67%. Ha un sapore cremoso, dolce, e acidulo simile a quello del burro. Si accompagna bene con il vino rosso chiaro e durante i dessert.